# Florzé
Florzé est un village belge de la commune de Sprimont en province de Liège.
Avant la fusion des communes de 1977, Florzé faisait partie de la commune de Rouvreux.

## Situation
Le village se trouve le long de la N.30 Liège-Bastogne sur un tige du Condroz surmontant le village de Sprimont ainsi que sur le versant sud de ce tige.

## Description
À côté de l'église, on peut voir un imposant château devançant une cour en carré.
Au sud et en dessous du village, en direction d'Aywaille, se trouvent d'anciennes carrières dont une abrite aujourd'hui un club de tir.
Le long de la rue Vieille Chera, à proximité d'Aywaille, la Roche sanglante est un site classé qui inspira Marcellin La Garde dans l'un de ses récits.

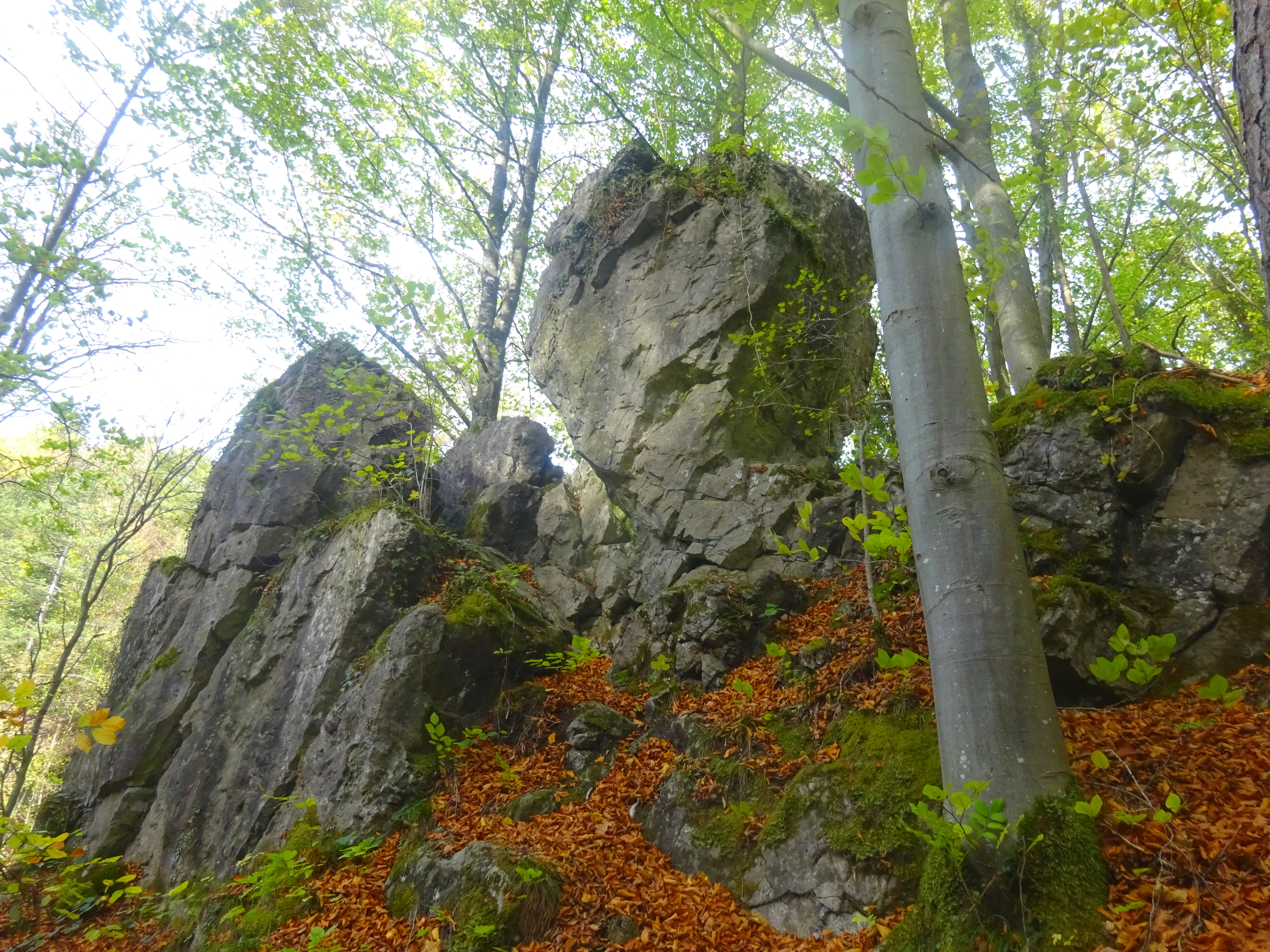
La Roche sanglante

## Source et lien externe
- Florzé sur le site de la commune de Sprimont